# Новий Татиш
Новий Тати́ш (рос. Новый Татыш, башк. Яңы Татыш) — присілок у складі Краснокамського району Башкортостану, Росія. Входить до складу Новокаїнликівської сільської ради.
Населення — 133 особи (2010; 142 у 2002).
Національний склад:
- башкири — 83 %